# Camponotus novogranadensis
Camponotus novogranadensis é uma espécie de inseto do gênero Camponotus, pertencente à família Formicidae.